# Charles de Bovelles
 (septembre 2024).

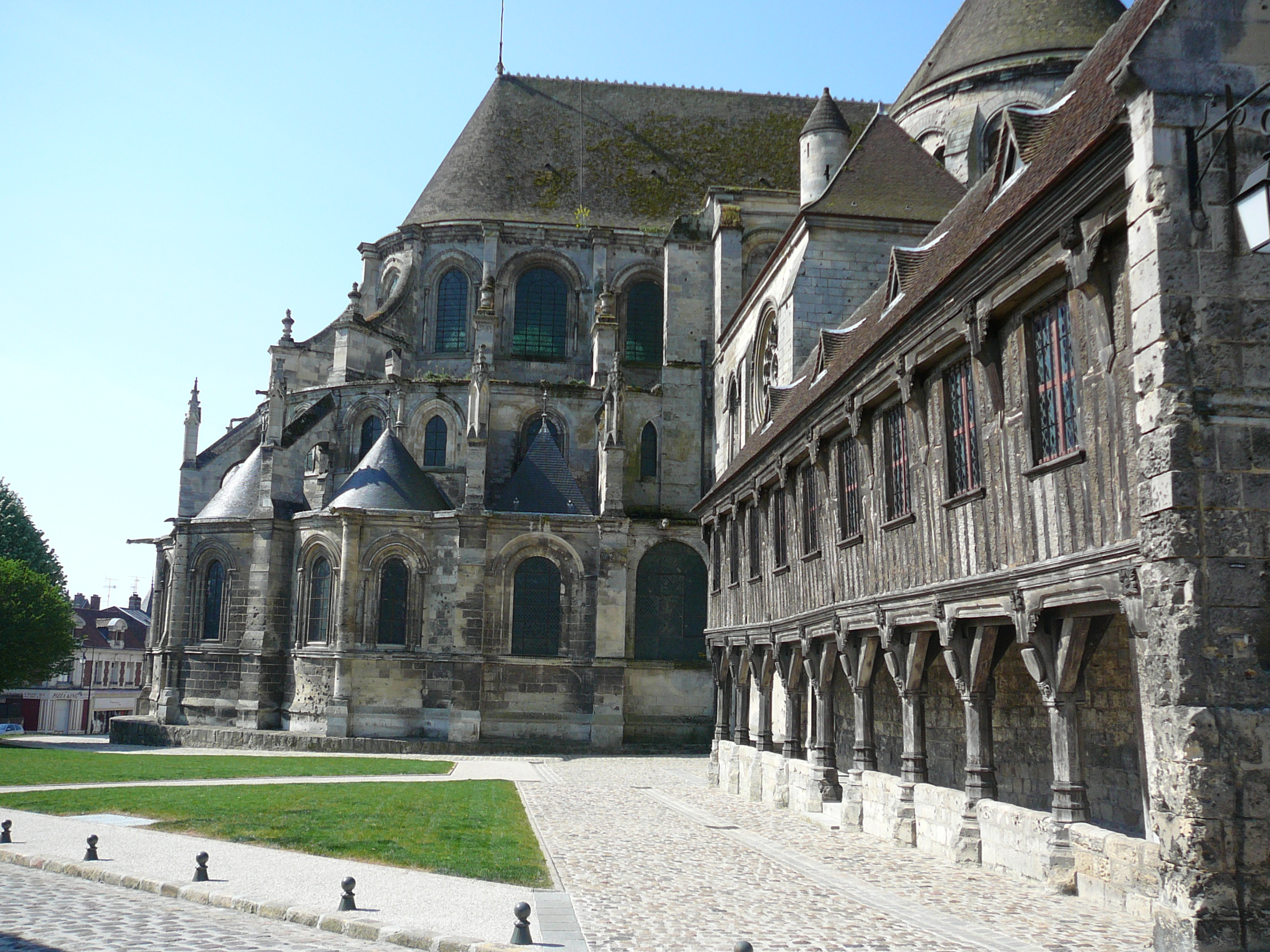
La bibliothèque du chapitre de Noyon.

Charles de Bovelles, latinisé en Carolus Bovillus (né en 1479 à Sancourt, mort à Ham vers 1553, cf. infra), est un philosophe et mathématicien français, professeur au Collège du Cardinal-Lemoine, puis chanoine de Noyon, qui composa notamment une Géométrie en françoys (1511), premier ouvrage scientifique imprimé en langue française.
On lui doit également de nombreux traités philosophiques, mathématiques, théologiques et mystiques, mais aussi philologiques. Charles de Bovelles est aujourd'hui considéré comme « peut-être le plus remarquable penseur français du XVe et du début du XVIe siècle » (Albert Rivaud).

## Sa vie
Charles de Bovelles étudia la philosophie (en particulier la logique et l'arithmétique) au collège du Cardinal-Lemoine avec Jacques Lefèvre d'Étaples qu'il avait rencontré lors de la peste de 1495. Il enseigna lui-même au collège du Cardinal-Lemoine où il eut notamment pour élève l’Alsacien Beatus Rhenanus. Le désir d’étendre ses connaissances lui fit entreprendre un voyage à travers le Saint-Empire : il vit l’abbé Trithème (1505), qui lui communiqua son « Traité de Stéganographie », encore manuscrit,. Bovelles n’ayant pu deviner la clef de cet ouvrage, le prit pour un livre de magie, et l’abbé Trithème pour un nécromant. Il parcourut ensuite l’Italie, l’Espagne, visita les principales villes de France et, de retour dans sa famille, embrassa l’état ecclésiastique : il fut pourvu d’un canonicat à Saint-Quentin, puis d’un second à Noyon. Il professa la théologie dans cette dernière ville, où il gagna la protection de Charles de Hangest, alors évêque. Il devint électeur du chapitre de la collégiale de Saint-Quentin.  Bovelles mourut, suivant l’opinion la mieux établie, vers 1553. 
En 1547, dans la préface de La Geometrie practique, Bovelles remercie Oronce Fine pour l'aide qu'il lui a apportée dans la confection des gravures de son livre.

## Sa pensée
Bovelles, dans son essai philosophico-théologique intitulé Liber de Sapiente (1509), exprime l'idéal du sage face à la Nature. La sagesse, comprise comme la combinaison de l'usage de la Raison, de la vertu et du sens métaphysique, est pour l'auteur la plus haute forme de l'accomplissement humain. Cette œuvre analyse les correspondances entre l'homme et le cosmos, considérant que l’homme est lui-même un microcosme, et reflet, en tant que tel, de la structure du grand Tout (Universum). Partant de là, la sagesse consiste à lancer un pont entre le terrestre et le divin. À cet égard, le Liber de sapiente, en insistant sur l'harmonie entre foi et raison, et sur la quête du sens de la vie, nous offre un exemple typique de la pensée de la Renaissance. Ernst Cassirer estime que cet écrit de Bovelles constitue « sans doute la création la plus remarquable et, à bien des égard, la plus caractéristique de la Philosophie de la Renaissance. » Les conceptions médiévales et humanistes se côtoient dans cet essai : Bovelles présente la connaissance comme un miroir de la réalité, permettant de saisir les choses au-delà de leur apparence. Le fil conducteur de sa pensée est la gradation qui va de l’Être à l’Essence (esse, vivere, sentire et intelligere, chap. Ier), empruntée au premier livre de la Theologia naturalis de Raymond Sebon, très en faveur en son temps.  
L’Homme, qui appartient à la strate la plus élevée de l'Être (la compréhension, intellegere), peut concevoir un reflet de toutes les strates inférieures. Mais l’objet lui-même est un témoin de l'acte de comprendre (chap. XXVI). Ainsi, l’Homme est un reflet changeant du Monde, qui enregistre en lui les objets par une intuition de leur image.
De là, Bovelles édifie son éthique sur le but de la volonté humaine. Grâce à son libre-arbitre, l’Homme possède la faculté de contempler les espèces inférieures d’en-haut. Le péché de l’Homme serait donc de ne pas achever cette élévation de l’esprit, et de végéter dans l’inconscience et l’abandon aux choses matérielles. La vertu consiste au contraire à s'élever aux essences par la connaissance de soi, qui est indissociable de la connaissance du cosmos.
Ce lien entre connaissance de soi et connaissance de l’univers inaugure une conscience nouvelle de l’Homme, chaînon entre la Nature et l'Esprit, entre l’Être et la Raison, entre le Macrocosme et le Microcosme. L’homme-miroir apparaît comme une conciliation des contraires (coincidentia oppositorum) au sens de Nicolas de Cues. De ce point de vue, le traité de Bovelles constitue l’un des socles de la pensée humaniste.

## Ses œuvres

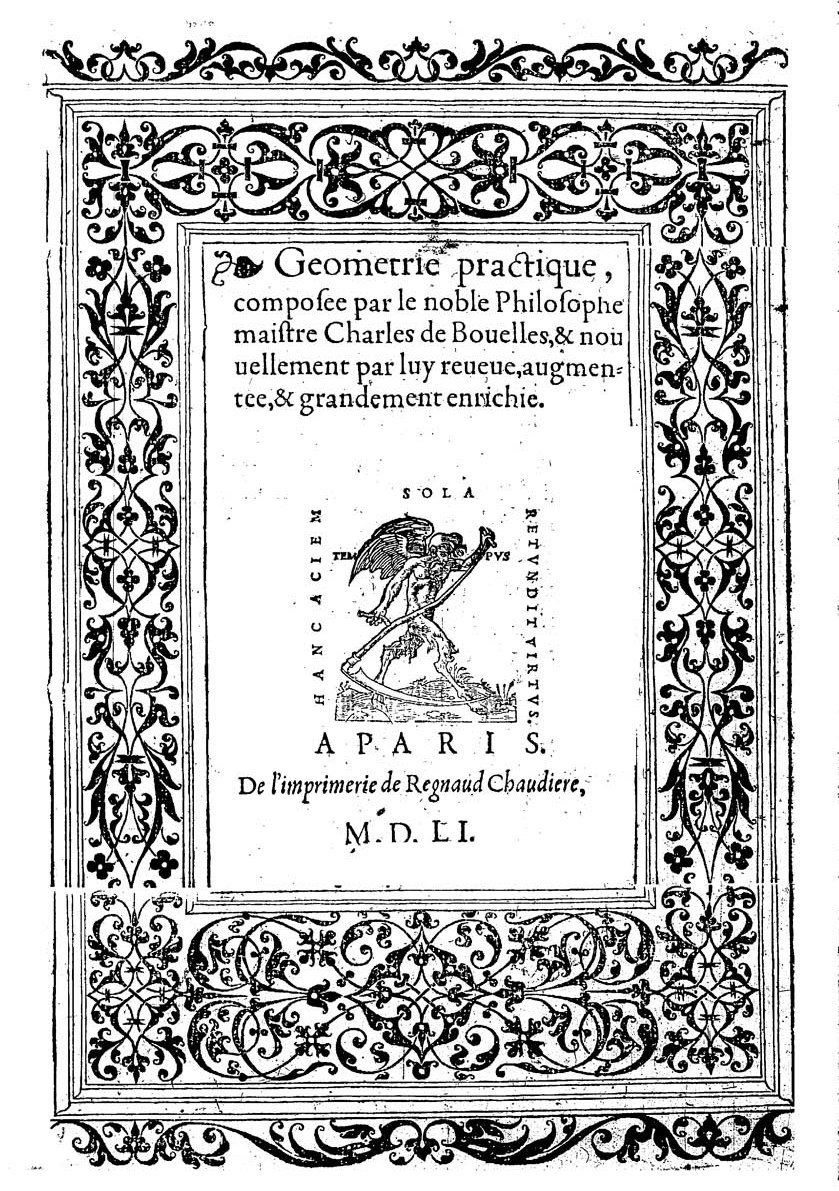
Geometrie practique (1551)

Niceron a donné la liste de ses ouvrages dans le tome 59 de ses Mémoires.
Les livres de géométrie de Charles de Bovelles se caractérisent par une pensée profondément pythagoricienne : les objets aussi bien que les formes animales trouvent des correspondances dans les formes régulières de la géométrie (polygones et polyèdres réguliers, convexes ou étoilés). Certains chapitres, comme celui sur la conception des cloches, la physiognomonie ou l'explication de l'effet de certaines machines, offrent des témoignages passionnants sur la pensée technique du premier XVIe siècle.
Le septième chapitre de sa 'Geometrie practique' montre son intérêt pour la typographie et le tracé géométrique des lettres. Il présente deux gravures dans lesquelles la forme des lettres a été réduite au carré (tracé rectiligne) et au rond (sic). Ces propositions 'typographiques' sont étonnamment modernes, bien que les empattements soient toujours présents.
Rééditée de son vivant, l’œuvre de Bovelles tombe après sa mort dans un certain oubli, mais il est par exemple cité par Giordano Bruno, qui loue sa clarté d'esprit, et Pierre Charron, l'auteur de La Sagesse, l'a certainement lu.
Puis au XIXe siècle, Michel Chasles distingue Charles de Bovelles pour son exposé sur les polygones étoilés, faisant suite aux idées développées sur cette question par Thomas Bradwardine deux siècles plus tôt.
L’œuvre philosophique de Bovelles est redécouverte en Allemagne par Martin Deutinger et par Joseph Dippel qui lui consacre une thèse, puis au XXe siècle, par Ernst Cassirer qui fait éditer par Raymond Klibanski le Livre du sage (Liber de sapiente) à la suite du De mente de Nicolas de Cues et en annexe à son livre Individu et cosmos dans la philosophie de la Renaissance (1927). De fait, Bovelles doit bien des idées  au Cardinal de Cues, qu'il a mieux compris que son maître Lefèvre d'Étaples. Mais, soucieux de préserver la doctrine de la création ex nihilo, il adopte et transforme certaines idées du Cardinal afin d'échapper au soupçon d'hérésie qui pèse parfois sur les disciples de ce dernier. À cela s'ajoute l'influence de la dynamique trinitaire et de la combinatoire de Raymond Lulle et celle des philosophes florentins (Marsile Ficin et Pic de la Mirandole).
- In artem oppositorum introductio, 1503.
- De constitutione et utilitate artium humanorum, 1503.
- Geometrica introductionis libri sex, 1503.
- Metaphysicum introductorium, 1504.
- Quæ in hoc volumine continētur… mathematicum opus quadripartitum : de Numeris Perfectis, de Mathematicis Rosis, de Geometricis Corporibus, de Geometricis Complementis, ex officina Henrici Stephani, Paris, 1510. Edition de 1511, lire en ligne.
- Mathematicus opus quadripartitum, 1510.
- Liber de duodecim numeris, 1510.
- De Sapiente, 1510 ; Le Livre du Sage, trad. Pierre Magnard, Paris, Vrin, 1982.
- De nihilo, 1510 ; Le Livre du Néant, trad. P. Magnard, Paris, Vrin, 1983.
- Ars oppositorum, 1510 ; L'art des opposés, trad. P. Magnard, Paris, Vrin, 1984.
- De Intellectu, 1510.
- De Sensu, 1510.
- De generatione, 1510.
- Géométrie en françoys, impr. Henri Estienne, Paris, 1511, transcription, présentation et annotation par Jean-Marie Nicolle, Rouen, IREM de Rouen, 1998.  (ISBN 2-86239-080-1)
- Dominica oratio, 1511.
- Physicorum elementorum libri decem, 1512.
- Commentarum in primordiale Joannis, 1512.
- Quaestionum theologicarum libri septem, 1512.
- De trinitate, 1512.
- De divinis praedicamentis, 1512.
- L'art et science de Geométrie, 1514.
- Aetum mundi septem supputatio, 1520.
- Liber cordis, 1523.
- Divinae caliginis liber, 1526.
- De septem vitiis, 1531.
- De raptu divi pauli, 1531.
- De prophetica visionne, 1531.
- De laude Jerusalem, 1531.
- Proverbium vulgarium libri très, 1531.
- De remedis vitiorum humanorum et œrum consistentia, 1532.
- De differentia vulgarium linguarum et Gallici sermonis varietate, 1533.
- De hallucinatione Gallicanorum nominum, 1533.
- Livre singulier & utile touchant l’art et practique de Géométrie, composé nouvellement en Françoys, par maistre Charles de Bouelles , 1542.
- La Geometrie practique, composee par le noble Philosophe maistre Charles de Bovelles, impr. Guil. de Marnef, Paris, 1547 (rééd. 1566).
- De resurrectione, 1551.
- De animae immortalitate, 1552.
- De mundi excidio, 1552.
- Proverbes et dicts sententieux, 1557

## Traductions françaises
- L'homme délivré de son ombre, traduction du Livre du sage de Charles de Bovelles, Vrin, 1982, par Pierre Magnard ; traduction entièrement révisée par son auteur, pour la seconde édition en 2010
- L'étoile matutine, traduction du Livre du néant de Charles de Bovelles, Vrin, 1983, par Pierre Magnard
- Soleil noir, traduction du Livre des opposés de Charles de Bovelles, Vrin, 1984, par Pierre Magnard
- La Différence des langues vulgaires et la variété de la langue française, présentation et traduction commentées par Colette Dumont-Demaizière, Amiens : Musée de Picardie, 1972